# Ronde van Nederland 1988
De 28e editie van de Ronde van Nederland ging op 15 augustus 1988 van start in Groningen. Na 5 etappes werd op 20 augustus in Gulpen gefinisht. De ronde werd gewonnen door de Fransman Thierry Marie.

## Eindklassement
Thierry Marie werd winnaar van het eindklassement van de Ronde van Nederland van 1988 met een voorsprong van 16 seconden op Erik Breukink. De beste Belg was Marc Sergeant met een 7e plaats.
| Rang | Renner              | Land      | Tijd       |
| ---- | ------------------- | --------- | ---------- |
| 1    | Thierry Marie       | Frankrijk | 20u 58'48" |
| 2    | Erik Breukink       | Nederland | + 0'16"    |
| 3    | Peter Stevenhaagen  | Nederland | + 0'26"    |
| 4    | Christophe Lavainne | Frankrijk | + 0'52"    |
| 5    | Charly Mottet       | Frankrijk | + 0'56"    |
| 6    | John Talen          | Nederland | + 0'57"    |
| 7    | Marc Sergeant       | België    | + 1'26"    |
| 8    | Jelle Nijdam        | Nederland | + 2'52"    |
| 9    | Laurent Fignon      | Frankrijk | + 2'59"    |
| 10   | Henk Lubberding     | Nederland | + 3'10"    |

## Etappe-overzicht
| Etappe  | Van - naar                 | Km         | Etappewinnaar    |
| ------- | -------------------------- | ---------- | ---------------- |
| Proloog | Groningen                  | 4,6        | Jelle Nijdam     |
| 1       | Groningen - Almelo         | 206        | Wim Arras        |
| 2       | Almelo - Huizen            | 193        | Wim Arras        |
| 3       | Huizen - Nieuwegein        | 146        | Wiebren Veenstra |
| 4a      | Nieuwegein - Beek/Ubbergen | 109        | Mathieu Hermans  |
| 4b      | Groesbeek - Beek/Ubbergen  | 16,7 (ITT) | Jelle Nijdam     |
| 5       | Sittard - Gulpen           | 191        | Marc Sergeant    |

1948 · 1949 · 1950 · 1951 · 1952 · 1953 · 1954 · 1955 · 1956 · 1957 · 1958 · 1959 · 1960 · 1961 · 1962 · 1963 · 1964 · 1965 · 1966 · 1967 · 1968 · 1969 · 1970 · 1971 · 1972 · 1973 · 1974 · 1975 · 1976 · 1977 · 1978 · 1979 · 1980 · 1981 · 1982 · 1983 · 1984 · 1985 · 1986 · 1987 · 1988 · 1989 · 1990 · 1991 · 1992 · 1993 · 1994 · 1995 · 1996 · 1997 · 1998 · 1999 · 2000 · 2001 · 2002 · 2003 · 2004 · 2005 · 2006 · 2007 · 2008 · 2009 · 2010 · 2011 · 2012 · 2013 · 2014 · 2015 · 2016 · 2017 · 2018 · 2019 · 2020 · 2021 · 2022 · 2023 · 2024